# 식민주의의 역사

1492년부터 유럽, 미국, 일본이 식민지화한 영토

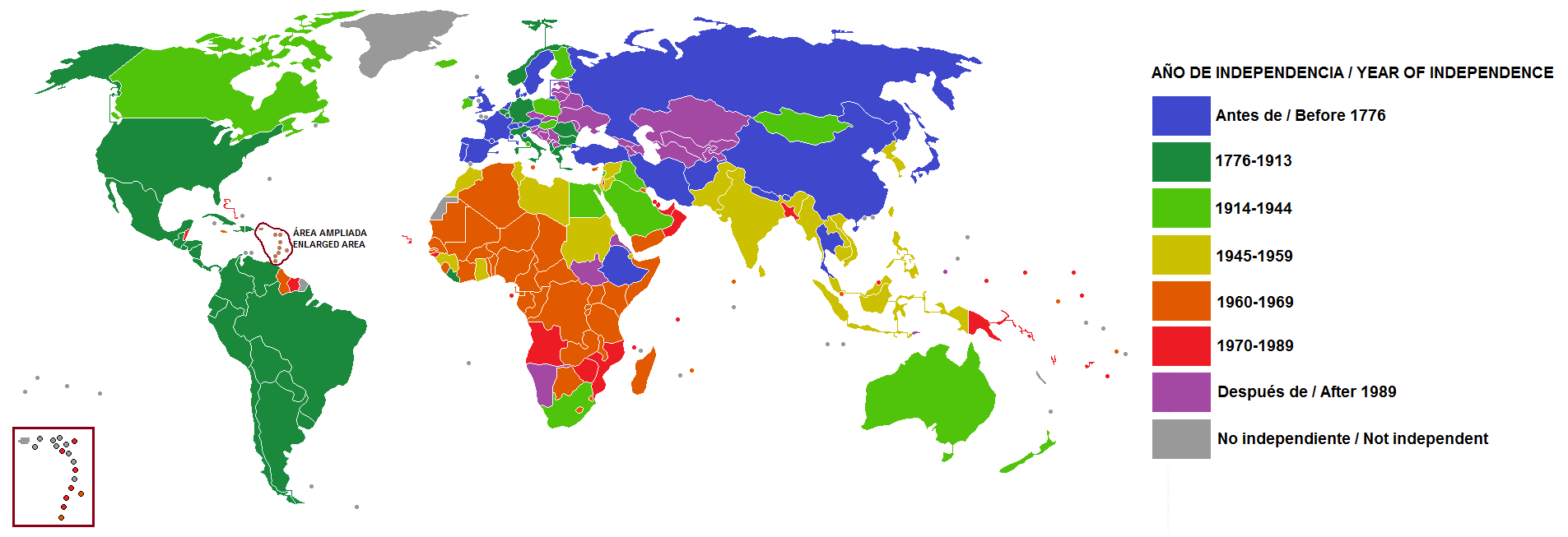
각 나라가 독립을 달성한 연도를 표시한 지도.

식민주의의 역사(영어: history of colonialism) 또는 식민주의사(植民主義史)는 전세계적으로 그리고 시간을 초월하여 펼쳐지는 식민지화의 역사적 현상에 관하여 서술한다. 고대와 중세의 식민주의는 페니키아인, 그리스인, 로마인, 한왕조, 투르크인, 아랍인에 의해 행해졌다.

## 같이 보기
- 식민주의